# Modello di Ayres-Warr
Il modello di Ayres-Warr è un modello economico basato sull'assunto che il lavoro fisico, o più precisamente l'exergia, ha costituito storicamente il contributo principale alla crescita economica.
Il fondamento di questa teoria è un modello matematico che mostra come il rendimento della conversione di energia primaria in lavoro utile (per esempio, quello meccanico prodotto da un motore a scoppio) è ben approssimato dal residuo di Solow, o progresso tecnico, cioè la parte di crescita della produttività che non è attribuibile a input economici misurabili come il capitale, il lavoro o le materie prime.
Il concetto di "lavoro utile" emerge da un'estensione dei modelli neoclassici che definiscono la produzione come una funzione del capitale, del lavoro e del progresso tecnico. È importante sottolineare che il modello de quo predice dapprima una riduzione, infine un arresto della crescita economica nel momento in cui il rendimento dei processi raggiungerà un limite superiore; tale situazione è associata all'esaurimento delle materie prime, che induce a sua volta un aumento del lavoro utile richiesto per estrarle e trasformarle.
Robert Ayres e Benjamin Warr (2009) hanno comparato i processi economici con l'estrazione, la trasformazione e il trasporto di grandi quantità di materie prime. Al contempo, gli autori criticano l'economia ortodossa perché non prenderebbe in debita considerazione il ruolo delle risorse naturali non rinnovabili.

## Origini del concetto di lavoro utile
Nell'articolo del 2005 Accounting for growth: the role of physical work (Spiegazione della crescita economica: il ruolo del lavoro fisico), Ayres e Warr si riferiscono alle ricerche termoeconomiche di Nicholas Georgescu-Roegen per sviluppare il loro modello basato sul concetto chiave di lavoro utile.
L'importanza della potenza nell'economia è stata fonte di motivazione per James Watt; a tal proposito, il suo socio d'affari Matthew Boulton affermò che nel 1776 la celebre risposta di Watt a James Boswell fu:
Il primo studio rigoroso sull'energia fu condotto da William Stanley Jevons. Egli presentò nella sua opera fondamentale The Coal Question (La Questione del Carbone), pubblicata nel 1865, il primo lavoro riguardante l'esaurimento delle risorse non rinnovabili; eccone degli estratti significativi:
Jevons osservò che i miglioramenti di rendimento dei motori a vapore comportavano un maggiore consumo di carbone, nella misura in cui a una diminuzione del prezzo della potenza ne corrispondeva un uso maggiore. Questo fenomeno è noto come paradosso di Jevons.
Nel 1891 David Ames Wells, un economista statunitense vissuto nella fine dell'Ottocento, spiegò la grande diffusione dei motori a vapore tra il 1850 e il 1870 come una conseguenza del miglioramento della loro efficienza. Wells notò anche che i motori a vapore hanno reso possibile alle navi transoceaniche di trasportare meno carbone, facendo così incrementare notevolmente il volume del carico utile.

### Il postulato di Khazzoom-Brookes
Il postulato di Khazzoom-Brookes è una riformulazione moderna del paradosso di Jevons; secondo tale assunto «i miglioramenti dell'efficienza energetica che globalmente si giustificano a livello microeconomico, conducono a consumare quantità più grandi di energia su scala macroeconomica». Dal punto di vista matematico, per caratterizzare il postulato di Khazzoom-Brookes si considera la produzione economica come una funzione del capitale, del lavoro e dell'energia.

### Contributo del lavoro utile in termini di modellizzazione
Il lavoro utile consente un miglioramento della modellizzazione matematica precedente che definisce la produzione come una funzione del capitale, del lavoro, delle materie prime e dell'energia. Nel modello di Ayres-Warr, al posto dell'energia, si usa il lavoro utile, cioè l'energia moltiplicata per il rendimento di conversione. Questo accorgimento rende la teoria più coerente alla luce del paradosso di Jevons e dei dati economici storici raccolti.

### L'esaurimento delle possibilità di crescita e la funzione logistica
Le ricerche di Ayres e Warr sono indirizzate al calo della produttività verificatosi a partire dagli anni sessanta, argomento che da allora è stato molto discusso dagli economisti Edward Fulton Denison, Robert Solow, Robert James Gordon, John Whitefield Kendrick, Alexander J. Field, Charles R. Hulten e altri. Per spiegare tale fenomeno Ayres e Warr, e indipendentemente Vaclav Smil, hanno presentato diversi esempi di importanti processi economici che hanno subito continui miglioramenti tecnici fino raggiungere dei limiti termodinamici.
Un notevole rallentamento della crescita della produttività ha avuto luogo negli anni settanta. Oltre ai limiti fisici succitati, questa flessione può essere attribuita alla saturazione dell'innovazione volta a ridurre il lavoro, come la meccanizzazione agricola e la produzione di massa, i cui maggiori vantaggi sono avvenuti in passato. In altre parole, la quantità di lavoro residua usata nei processi produttivi costituisce una piccola parte rispetto a quella già risparmiata. In generale questo calo della produttività, nonostante il progresso tecnologico, è talvolta chiamato paradosso della produttività, espressione coniata da Erik Brynjolfsson del MIT.
Alcuni studi hanno cercato di quantificare il contributo dell'efficienza energetica nella produttività; per esempio, Kendrick (1991) l'ha stimata nell'ordine del 10% rispetto alla produttività totale dei fattori. Resta il fatto che il risparmio di energia, prima del raggiungimento dei limiti teorici, è stato di gran lunga superiore alla quantità residua per molti processi tra cui la produzione di elettricità, acciaio, sostanze chimiche nonché per i motori a combustione interna.
Per lo studio dei suddetti limiti teorici, che caratterizzano tutti i fenomeni di esaurimento, è stata usata la funzione logistica che ben rappresenta alcuni processi economici legati all'innovazione. Questo approccio è stato reso popolare dall'International Institute of Applied Systems Analysis (IIASA), in particolare da Cesare Marchetti. Merita menzione il fatto che sia l'IIASA che l'INSEAD (Institut Européen d'Administration des affaires) hanno sponsorizzato diversi lavori di Ayres e Warr.

## Accoglienza e influenza
In seguito alla citazione nel World Energy Outlook 2004 dell'Agenzia internazionale dell'energia, il modello di Ayres-Warr è stato trattato più volte sul blog The Oil Drum; da allora è divenuto un argomento di discussione nella comunità che si occupa del picco del petrolio. Il lavoro di Ayres e Warr è stato inoltre menzionato nel rapporto World Economic Outlook 2011, pubblicato dal Fondo Monetario Internazionale.